# Gösta Toll Hultquist
Gösta Toll J:son Hultquist, född 12 mars 1910 i Hedvig Eleonora församling, Stockholm, död 14 december 1993 i Helga Trefaldighets församling, Uppsala, var en svensk läkare och forskare.

## Biografi
Gösta Hultquists föräldrar var byggmästaren Gustaf Alfred Johansson och Lisen Hultquist (1871–1949). Han växte upp på Östermalm i Stockholm tillsammans med sin syster Ingrid Lisen. År 1943 gifte Gösta Hultquist sig med läkaren Ingrid Fogstrand (1907–2003). De fick tre barn: Gunnar, Birgitta och Sten. Gösta Hultquist studerade vid Karolinska Institutet, där han blev medicine licentiat 1936. Åren 1937–1939 var han underläkare vid Sankt Eriks sjukhus patologavdelning och därefter obducent vid Karolinska sjukhusets barnklinik. Han disputerade 1942 på avhandlingen Über Thrombose und Embolie der Arteria carotis und hierbei vorkommende Gehirnveränderungen, baserad på ett omfattande obduktionsmaterial från Sankt Eriks sjukhus, och kreerades 1993 till jubeldoktor vid medicinska fakulteten på Karolinska institutet. År 1948 blev han prosektor vid institutionen för patologisk anatomi vid Karolinska sjukhuset. År 1951 utnämndes han till professor i allmän patologi vid Göteborgs medicinska högskola, efter att sedan 1949 varit överläkare vid Sahlgrenska sjukhusets patologavdelning. Där stannade han till 1955 då han tillträdde professuren i patologi vid Uppsala universitet.